# Ахмадов, Зелимхан Адланович
Зелимха́н Адла́нович Ахма́дов (чечен. Ӏадлани ВоӀ Зеламха; 24 сентября 1975 года, Урус-Мартан, Чечено-Ингушская АССР, СССР — 14 сентября 2002 года, Грозный, Чеченская Республика, Россия) — чеченский полевой командир, участник первой и второй чеченских войн в 1994—2002 годах; в 2002 году — командующий Грозненским и Урус-Мартановским секторами Вооружённых сил Ичкерии.

## Биография
Девятый, самый младший из сыновей Адлана и Зуры Ахмадовых из Урус-Мартана.
Участвовал в сражениях Первой чеченской войны в составе отряда своего брата Рамзана Ахмадова.
В ходе Второй чеченской войны он командовал Грозненским и Урус-Мартановским секторами Западного фронта Вооружённых сил Ичкерии.
Одна из последних его акций — убийство восемнадцати сотрудников чеченского ОМОНа в апреле 2002 года.

### Смерть
Тело убитого Зелимхана Ахмадова было найдено 20 сентября 2002 года на просёлочной дороге между сёлами Чечен-Аул и Гойты, он находился во взорванном автомобиле. Согласно заключению судмедэксперта, его смерть наступила не позднее 14 сентября.
По оперативным данным, взрывчатка была подложена под водительское сиденье. Генерал Шабалкин не исключал версию, что уже мёртвого Ахмадова привезли и подорвали в машине.
По информации газеты «Коммерсантъ», к убийству Ахмадова мог быть причастен республиканский ОМОН, чей командир Муса Газимагомадов в апреле 2002 года поклялся, что ему от них не уйти.

### Семья
Имел двоих детей от первой жены, вторая жена — уроженка села Алды — погибла в октябре 2002 года во время захвата заложников в Театральном центре на Дубровке.

## Награды
Указом Президента Чеченской Республики Ичкерия Зелимхан Ахмадов был награждён высшим орденом ЧРИ «Къоман сий» («Честь нации») (посмертно).